# أريك أندرسون
أريك أندرسون (بالإنجليزية: Aric Anderson)‏ هو لاعب كرة قدم أمريكية أمريكي، ولد في 9 أبريل 1965 في ويفرلي في الولايات المتحدة.

## وصلات خارجية
- أريك أندرسون على موقع مرجع كرة القدم المحترفة.كوم (الإنجليزية)